# Contacteur statique
Pour les articles homonymes, voir Statique.

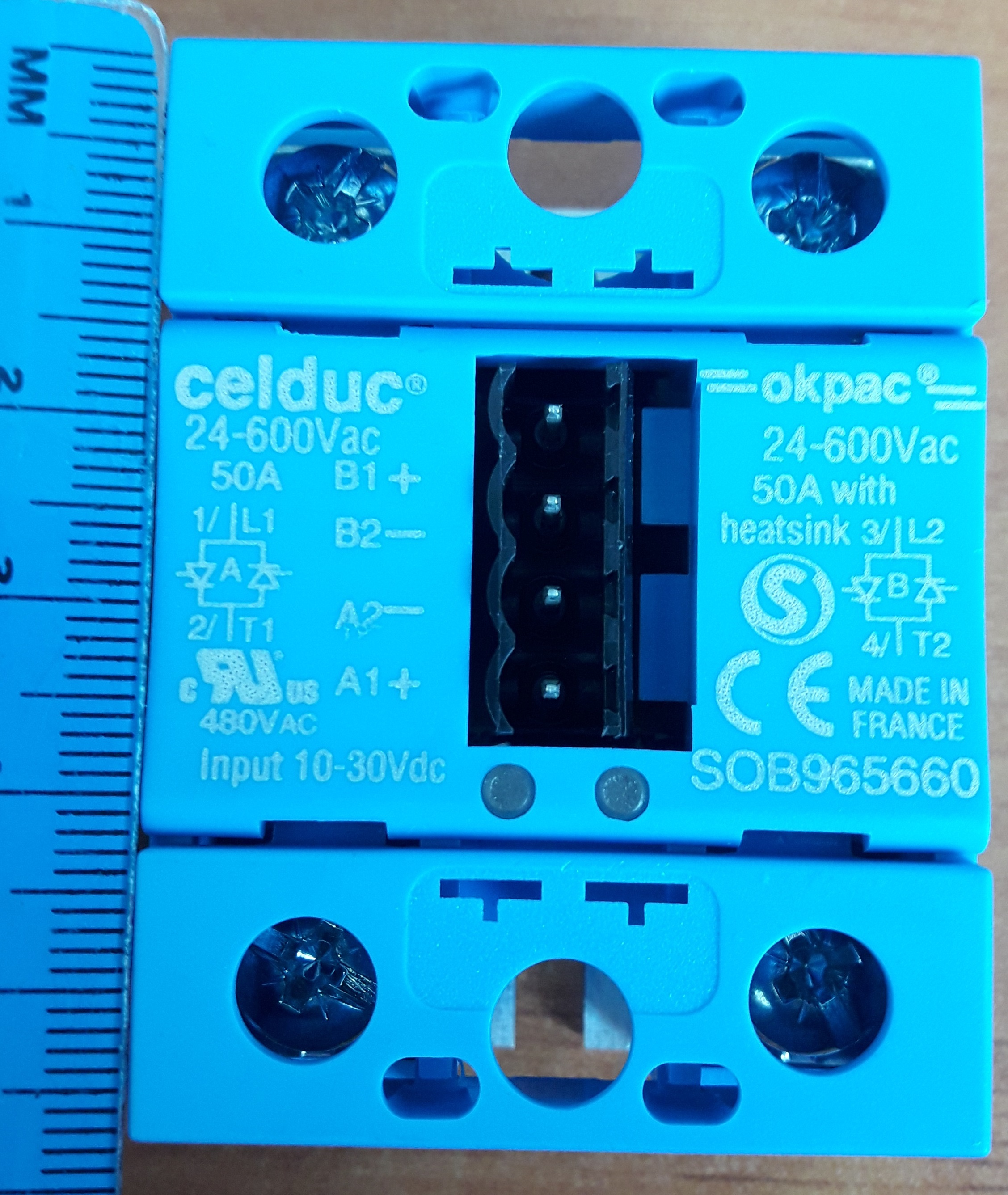
Relais statique monophasé

Un contacteur statique ou relais statique est un dispositif permettant de commuter un courant électrique sans recours à des éléments mécaniques ou électromécaniques.

## Constitution
Le contacteur statique est composé d'un assemblage de composants électroniques, en particulier des semi-conducteurs. Comme un relais électromécanique, il dispose au minimum, d'une paire de connexions pour la commande, et d'une ou plusieurs paires de pôles pour la puissance.
Pour la partie commande, on utilise généralement un opto-coupleur permettant d'assurer, comme son équivalent électromécanique, une isolation galvanique entre le circuit de commande et le circuit de puissance, tout en ne nécessitant qu'un courant de seulement quelques dizaines de milliampères (voir dans quelques cas, centaines de milliampères).
Le circuit de puissance est constitué par des composants électroniques de puissance, tels que le thyristor, le GTO, le triac ou l’IGBT.

## Détection de passage à zéro
De nombreux relais statiques sont munis d'un dispositif de détection du passage à zéro (Zero-Crossing ou X-crossing). Ce dispositif permet de déclencher la commutation de la puissance au moment du passage à zéro de la tension, ce qui réduit considérablement les pollutions électriques et électromagnétiques quand la charge commutée est résistive. Ce dispositif est, au contraire, néfaste lorsque la charge commutée est, par exemple, le primaire d'un transformateur, où l'instant idéal de la commutation est, dans ce cas, au maximum de la tension.

## Avantages
- Durée de vie/fiabilité de plusieurs millions de cycles de commutation, en comparaison des contacteurs mécaniques pour lesquels la durée de vie moyenne est de quelques centaines de milliers de cycles.
- Fonctionnement pratiquement silencieux.
- Absence des perturbations électromagnétiques liées aux "rebonds" des contacts mécaniques lors des commutations d'un contacteur statique.
- Autre avantage découlant des caractéristiques précédentes : sa fréquence élevée de commutation, celle-ci prend sa mesure dans beaucoup d'applications comme la régulation tout ou rien d'un four à résistances électriques (fours alimentaires, machines à café, machines de moulage et d'injection plastique, machines de thermoformage, etc).

## Inconvénients
- Un de ses principaux inconvénients est le coût de fabrication nettement supérieur aux contacteurs électromécaniques. Cette différence de coût s'estompe avec les progrès faits en électronique de puissance.
- Un autre de ses principaux inconvénients est qu'en cas de fort courant et destruction de l'élément semi-conducteur (flashage), soit le contact reste ouvert (parfois), soit seul un faible courant passe encore (rare), soit un court-circuit apparait vers la commande (rare), soit le contact reste fermé (souvent).
- Résistance interne non nulle des semi-conducteurs qui provoquent des pertes par effet Joule lors du passage du courant. Ces pertes sont généralement plus élevées que celles des contacteurs électromécaniques. La présence de dissipateurs thermiques, ainsi que de dispositifs de convection forcée (pour les appareils de forte puissance) nécessaires à l'évacuation de ces pertes, conduisent la plupart du temps à des encombrements supérieurs.
- On ne peut pas réaliser un contact normalement fermé avec un contacteur statique. Cela interdit son utilisation dans les applications qui requièrent la fermeture du contact en l'absence de tension.
- Un contacteur statique ne permet pas d'isoler galvaniquement la charge du réseau électrique, puisque la coupure est réalisée à l'aide de semi-conducteurs, et non à l'aide d'éléments mécaniques. La conséquence est donc la présence d'un courant résiduel dans la charge en permanence (quelques milliampères), et l’obligation d'installer un disjoncteur ou un fusible en amont du contacteur statique afin de protéger l'utilisateur en cas de contact avec la charge, et de protéger l'installation en cas de défaut dans la charge.